# Итоговый турнир WTA 2008
Итоговый чемпионат тура Женской теннисной ассоциации 2008 (англ. Sony Ericsson Championships 2008) — турнир сильнейших теннисисток, завершающий сезон WTA. В 2008 году проходит 38-е по счёту соревнование для одиночных игроков и 33-е для парных. Традиционно турнир проводится поздней осенью — в этом году с 4 по 9 ноября на кортах Khalifa International Tennis Complex в столице Катара городе Доха, которая принимает его впервые.
Победители турнира-2007:
- одиночки —  Жюстин Энен
- пары —  Кара Блэк /  Лизель Хубер

## Квалификация
Квалификация на этот турнир происходит по итогам чемпионской гонки WTA.

### Одиночный турнир
| Рейтинг Чемпионской гонки 2008 года (3 ноября 2008) | Рейтинг Чемпионской гонки 2008 года (3 ноября 2008) | Рейтинг Чемпионской гонки 2008 года (3 ноября 2008) |
| #                                                   | Теннисист                                           | Очки                                                |
| --------------------------------------------------- | --------------------------------------------------- | --------------------------------------------------- |
| 1                                                   | Елена Янкович                                       | 4786                                                |
| 2                                                   | Динара Сафина                                       | 3823                                                |
| 3                                                   | Серена Уильямс                                      | 3681                                                |
| 4                                                   | Елена Дементьева                                    | 3400                                                |
| 5                                                   | Ана Иванович                                        | 3353                                                |
| 6                                                   | Вера Звонарёва                                      | 2626                                                |
| 7                                                   | Светлана Кузнецова                                  | 2623                                                |
| 8                                                   | Винус Уильямс                                       | 2522                                                |
| 9                                                   | Мария Шарапова                                      | 2515                                                |
| 10                                                  | Агнешка Радваньская                                 | 2256                                                |
| 11                                                  | Надежда Петрова                                     | 1914                                                |

В число участников одиночного турнира, помимо 8 игроков основной сетки, включают также двоих запасных, но обеспечившая себе право поехать в Доху Мария Шарапова отказалась от поездки в Доху из-за травмы.

### Парный турнир
| Рейтинг Чемпионской гонки 2008 года (3 ноября 2008) | Рейтинг Чемпионской гонки 2008 года (3 ноября 2008) | Рейтинг Чемпионской гонки 2008 года (3 ноября 2008) |
| #                                                   | Команда                                             | Очки                                                |
| --------------------------------------------------- | --------------------------------------------------- | --------------------------------------------------- |
| 1                                                   | Кара Блэк Лизель Хубер                              | 6158                                                |
| 2                                                   | Анабель Медина Гарригес Вирхиния Руано Паскуаль     | 2809                                                |
| 3                                                   | Квета Пешке Ренне Стаббз                            | 2614                                                |
| 4                                                   | Ай Сугияма Катарина Среботник                       | 2542                                                |

## Соревнования

### Одиночные соревнования
Винус Уильямс обыграла  Веру Звонарёву со счётом 6–7(5), 6–0, 6–2.
- Винус впервые побеждает на Итоговом турнире.

### Парные соревнования
Кара Блэк /  Лизель Хубер обыграли  Квету Пешке /  Ренне Стаббз со счётом 6–1, 7–5.